# Aranyszemöldökű timália
Az aranyszemöldökű timália (Crossleyia xanthophrys) a madarak osztályának verébalakúak (Passeriformes) rendjébe és a madagaszkári poszátafélék (Bernieridae) családja tartozó Crossleyia nem egyetlen faja.

## Rendszerezése
A fajt Richard Bowdler Sharpe angol zoológus írta le 1875-ben, az Oxylabes nembe Oxylabes xanthophrys néven.

## Előfordulása
Madagaszkár keleti részén honos. Természetes élőhelyei a szubtrópusi és trópusi hegyi esőerdők. Állandó, nem vonuló faj.

## Megjelenése
Testhossza 15 centiméter.

## Természetvédelmi helyzete
Az elterjedési területe nagy, egyedszáma pedig csökken. A Természetvédelmi Világszövetség Vörös listáján mérsékelten fenyegetett fajként szerepel.